# Santuario de Misericordia (Borja)

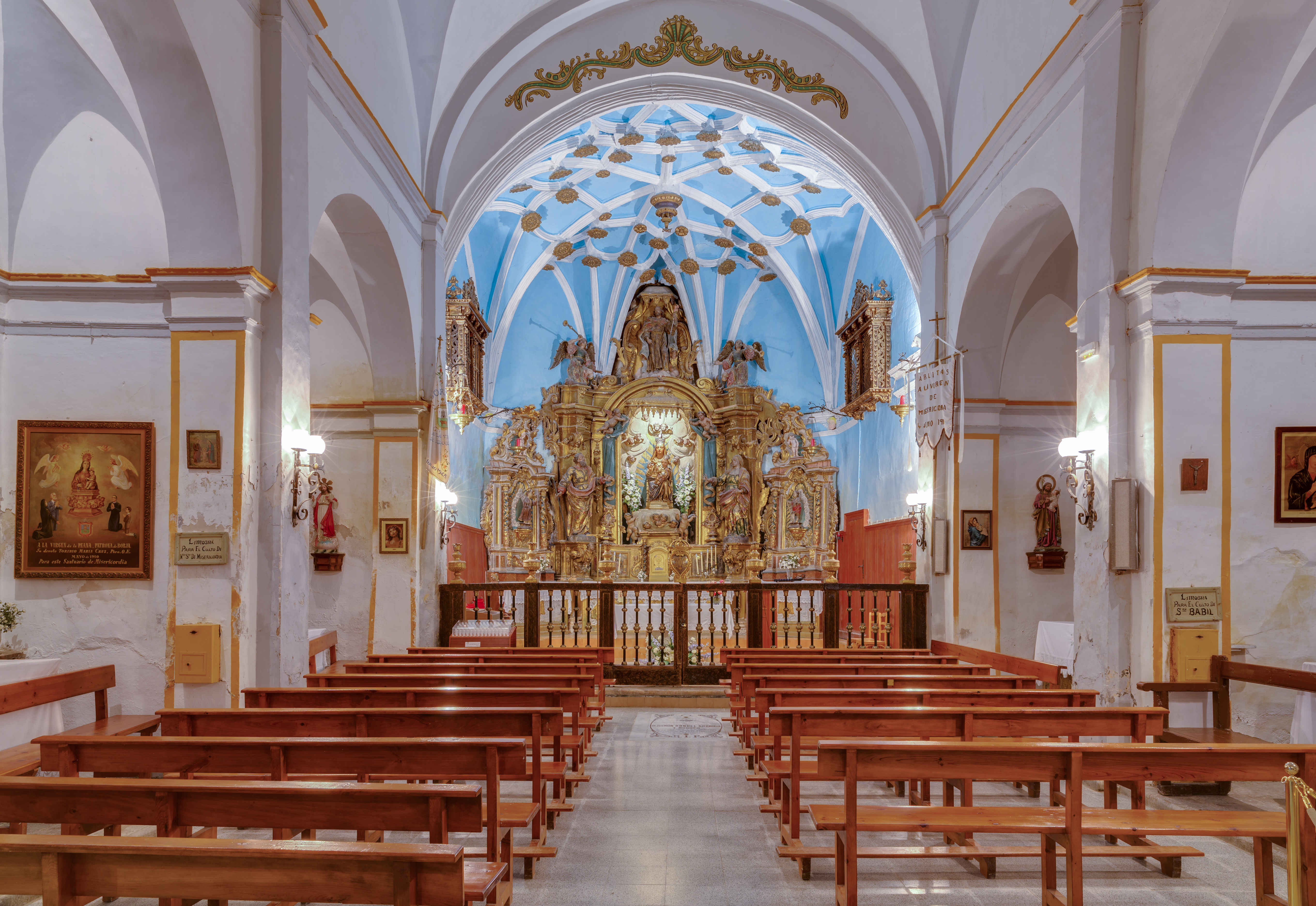
Vista general del interior del santuario.

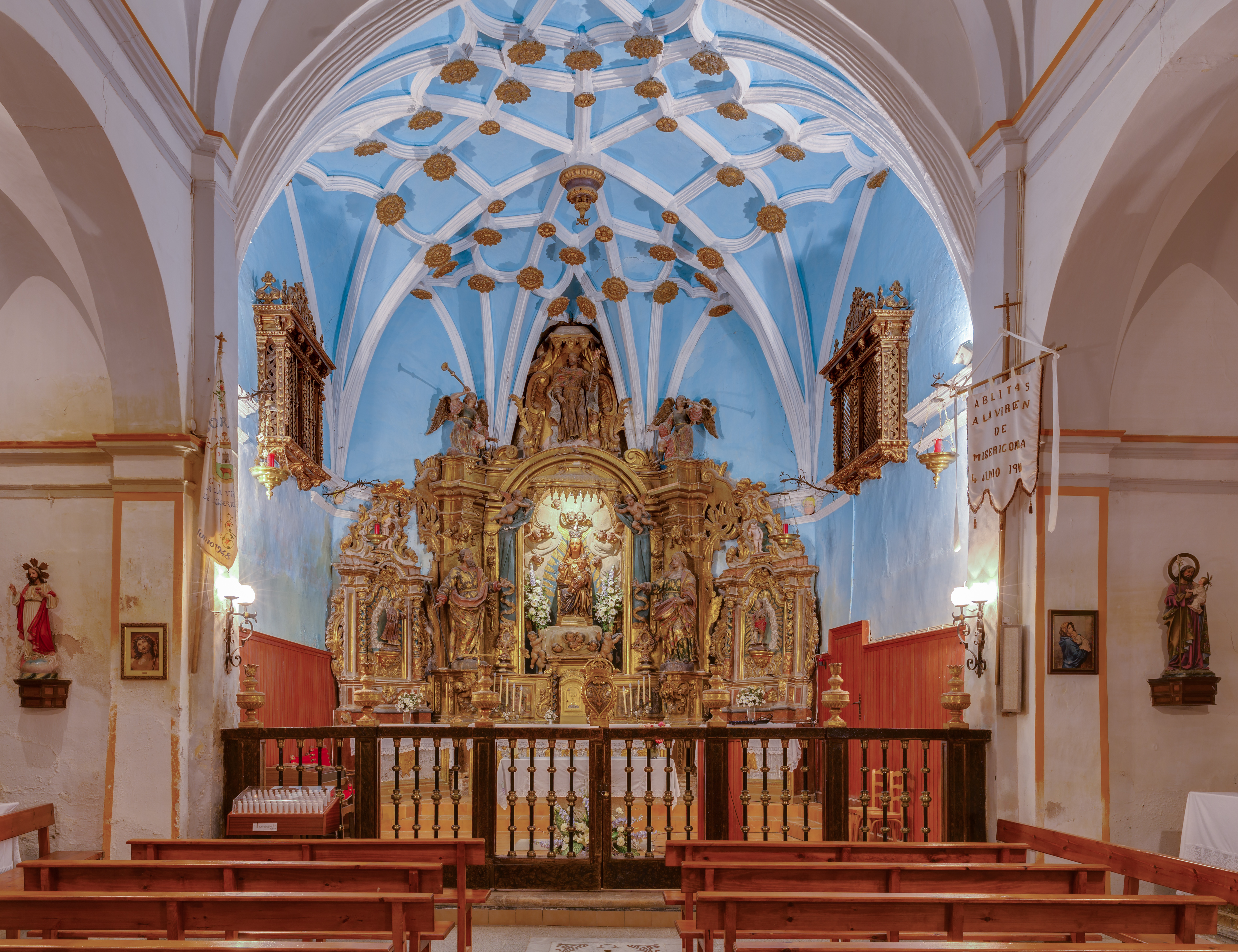
Altar.

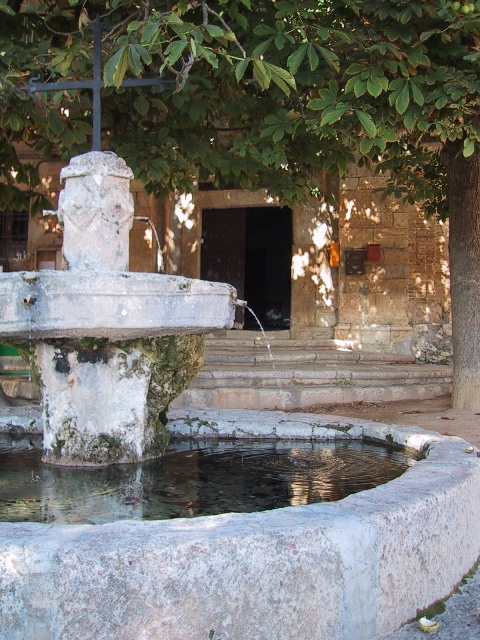
Caserón del Santuario de Misericordia.

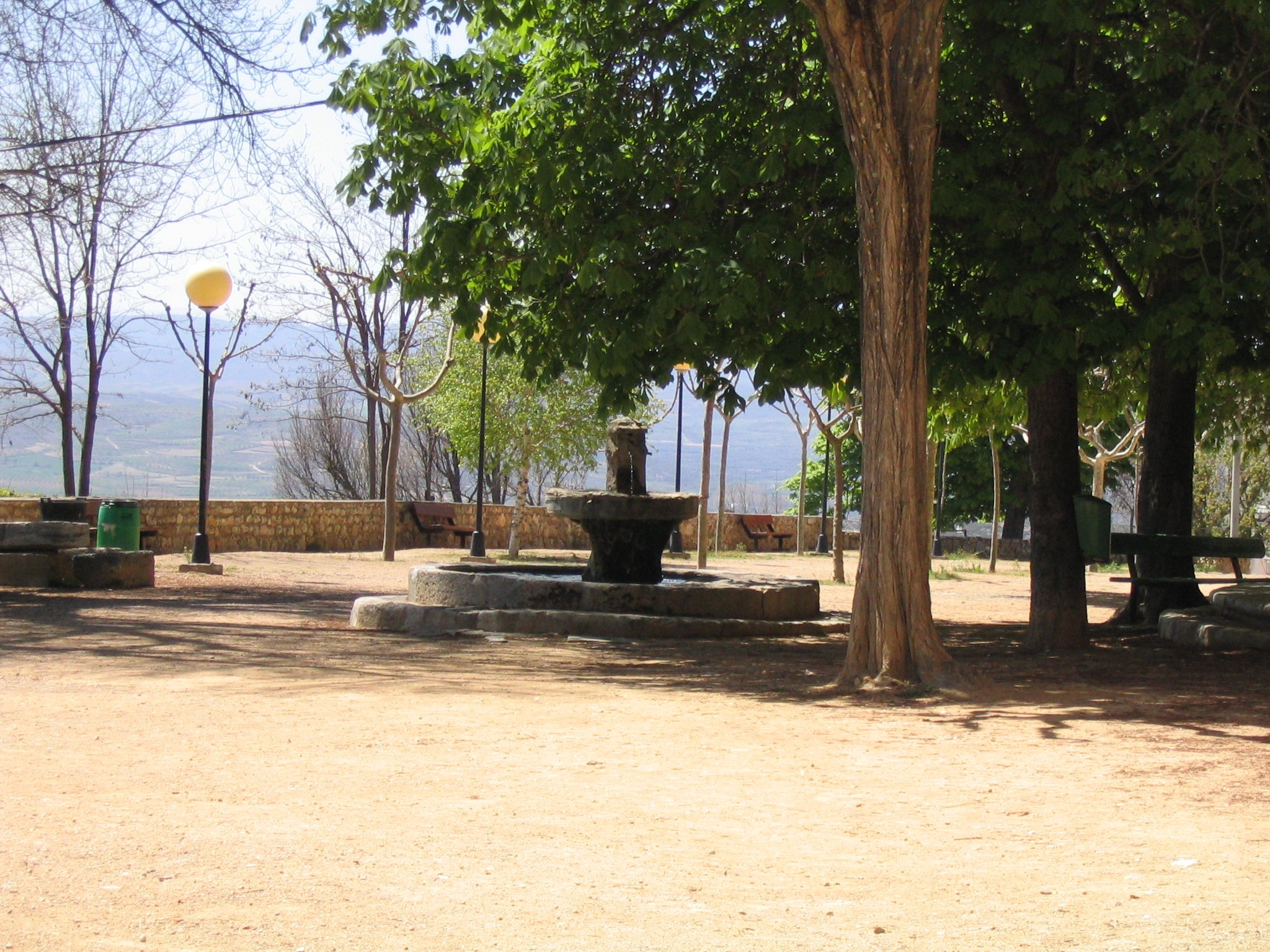
Plaza del Santuario de Misericordia.

El Santuario de Misericordia es un barrio de la localidad de Borja, en la provincia de Zaragoza. Situado a 6 km del centro urbano de Borja y rodeado de amplios pinares que, desgraciadamente, sufrieron un devastador incendio del que tardarán en regenerarse. Constituye un lugar habitual de ocio y retiro durante el verano y los fines de semana. Es conocido principalmente por albergar en su interior al famoso Ecce Homo de Borja, un fresco ubicado en una de sus paredes conocido por un peculiar intento de restauración llevado a cabo en 2012.

## Geografía
El Santuario de Misericordia está situado en la falda del monte de la Muelta Alta, en las estribaciones de la  Sierra del Moncayo, a una altitud media de 784 m s. n. m. Dista 6 km de la  ciudad de Borja, municipio al que pertenece, y 67 km de Zaragoza. El entorno del Santuario es un espacio natural en el que destacan sus amplios pinares y otras zonas de especies autóctonas. 

## Historia
La inicial ermita de la Misericordia se construyó para albergar la imagen de la Virgen que apareció, en 1451, al comenzar las obras del claustro de la colegiata de Santa María. Parece ser que la imagen de la Virgen con la inscripción Mater misericordia fue enterrada para su protección durante la invasión árabe. El hallazgo hizo que en 1539 se pidiera permiso para edificar la mencionada ermita sobre los restos de otra más antigua, la de Santa Eulalia. La construcción de la ermita finalizó en 1546, y al año siguiente se hacen las primeras procesiones hasta ella.
A partir de 1560 se comienza la construcción de la casa, actualmente conocido como caserón, finalizándose en el año 1567. En 1578 empiezan las obras de ampliación de la casa, construyéndose el Cabildo Viejo y la "habitación de la Virgen". Seis años más tarde, el cabildo concede permiso para levantar dos aposentos. La Iglesia de Santa María continua con esta política de ampliación dada la creciente devoción profesada por los fieles.
En 1589 se reparan las estancias ya existentes, y se crean nuevas  caballerizas en 1592. Las obras de ampliación continúan en el siglo XVII, siendo uno de los principales hitos la construcción de la escalera principal en 1681. Posteriormente, durante el siglo XVIII se  completa el segundo piso, entre 1713 y 1731, y el tercero en 1795.
En 1822 la casa es declarada establecimiento de beneficencia, y en octubre de 1841, la Junta Municipal de Beneficencia se hace cargo de la dirección y administración de este conjunto. Cinco años después, fue devuelto al Cabildo de Santa María. Finalmente en 1868, pasó a ser propiedad del Ayuntamiento de la Ciudad, tal y como sigue en la actualidad.

## Lugares de interés

### Iglesia
Se trata de una Iglesia de una sola  nave, de tres tramos con capillas laterales,  presbiterio y ábside poligonal. Las dos últimas capillas sirven para acceder hasta el coro y otra de ellas permite comunicar la Iglesia con el Caserón. la Iglesia se cubre con bóveda rebajada con lunetos, excepto el prestiberio y el ábside que lo hacen con bóveda estrellada gótico tardía, de tracería compleja con las claves decoradas con pinjantes policromos. La sacristía se sitúa lateralmente al presbiterio y es un espacio casi cuadrado de realización más reciente.
En la Iglesia se aprecian dos etapas definidas de construcción. La primera corresponde al siglo XVI de la que se conserva el presbiterio y el ábside. Se trataría de una Iglesia cubierta con bóveda de crucería estrellada, con contrafuertes laterales y de una sola nave, de menor altura que la actual. En el siglo XVII, se cambiaría el sistema de cubierta, realizándose la actual bóveda de lunetos, y cubriendo los espacios entre contrafuertes para transformarlos en capillas laterales, y decorando el interior de la nave según moldes de la  época barroca
Un deteriorado  Ecce Homo pintado en un muro de la iglesia a finales del siglo XIX, o principios del XX, obra del artista Elías García Martínez, fue restaurado fallidamente en 2012 por iniciativa de una parroquiana aficionada de 81 años, Cecilia Giménez, en el marco de una intervención improvisada. Esta actuación fue dada a conocer por el Centro de Estudios Borjanos en Internet, siendo recogido por los medios de comunicación que dieron una gran cobertura al suceso, otorgando fama mundial tanto a la pintura mural original como a la nueva obra resultante.

### Caserón
Gran edificio de estilo típicamente aragonés, construido a base de ladrillo caravista y  mampuesto, en el que se distinguen varias etapas de construcción correspondientes a diversas ampliaciones y reformas. Se encuentra actualmente muy moficicado, tanto interior como exteriormente.
La parte primitiva, más próxima a la iglesia, es del siglo XVI, y está construida en ladrillo con zócalo de piedra. Consta de dos plantas con remate en galería de arquillos de medio punto. En las plantas inferiores se han abierto diversos huecos sin que pueda adivinarse la composición primitiva. Existe una puerta de acceso de piedra, probablemente del siglo XVIII, adintelada y enmarcada por pilastras. 
Mediante una escalera de piedra semicircular se accede a través de la puerta mencionada a un gran patio, desde el que parte una escalera barroca del tipo llamado imperial, y a través de la cual se accede a la planta "noble", donde estarían situadas las habitaciones. El arranque de dicha escalera está enmarcado por dos grandes columnas de piedra, con base cuadrada.
El edificio fue ampliado longitudinalmente en el siglo XVII, siguiendo un volumen semejante al ya existente. Interiormente el edificio se distribuye de forma lineal, a partir de un gran pasillo que parte desde la escalera principal, desde el que se accede a las celdas que se sitúan a lo largo de la fachada principal.
En la actualidad, todas las habitaciones se han transformado en pequeños pisos ocupados en temporada veraniega, quedando en planta baja la vivienda del "Santero"

### Calvario
En lo alto de la muela a 840 m s. n. m. se encuentra la ermita del Calvario. Se trata de una curiosa construcción circular edificada en piedra el año 1565. El crucifijo, de mediados del siglo XVI que actualmente se encuentra en su interior, se trasladó en 1586 desde la colegiata de Santa María. Ese mismo año se construyeron también las capillas laterales. Al calvario se puede acceder en coche, y a pie por el camino del "Vía Crucis", camino  bien señalizado que se encuentra en la parte posterior del caserón y del estanque.

## Alojamiento
El Santuario de Misericordia cuenta con un Albergue Juvenil renovado totalmente en el año 2010, y perteneciente a la Red Española de Albergues Juveniles. Dispone de 50 plazas de capacidad.
Además del Albergue Juvenil, el Eco Camping es un complejo turístico inaugurado en 2010. Tiene una capacidad de 100 personas y ofrece diferentes alternativas, desde parcelas para campistas hasta bungalows. Está completamente equipado con recepción, parque infantil, barbacoa, aseos, duchas, piscina, lavandería y bar 

## Otros proyectos
- Wikimedia Commons alberga una categoría multimedia sobre Santuario de Misericordia.